# Grupa Realistów
Grupa Realistów – ugrupowanie polskich artystów. Początkowo działała jako Grupa Malarzy Realistów, później dołączyli do niej graficy i rzeźbiarze. W latach 1962–1977 grupa wystawiała swoje prace w Zachęcie. Grupa Malarzy Realistów (znana później jako Grupa Realistów) została założona przez małżeństwo Juliusza i Heleny Krajewskich. Celem inicjatywy było stworzenie swoistej przeciwwagi w stosunku do sztuki abstrakcyjnej i podkreślenie znaczenia sztuki figuratywnej. Było to o tyle istotne, że po latach oficjalnej doktryny socrealizmu – realizm jako nurt w sztuce nie miał dobrych notowań. Na tle całej grupy wyróżniali się artyści łódzcy (Jerzy Krawczyk, Barbara Szajdzińska-Krawczyk, Benon Liberski, Wiesław Garboliński, Józef Skrobiński, Jan Łukasik). Artyści skupieni w Grupie Realistów podkreślali, że sztuka nie może powstawać w oderwaniu od rzeczywistości, życia i problemów ludzi.  
Członkowie:
- Józef Skrobiński
- Wiesław Garboliński
- Juliusz i Helena Krajewscy
- Gustaw Zemła
- Jerzy Krawczyk
- Barbara Szajdzińska-Krawczyk
- Antoni Łyżwański
- Janusz Kaczmarski
- Kiejstut Bereźnicki
- Benon Liberski
- Tadeusz Kozłowski

## Wystawy Grupy Malarzy Realistów – chronologia, podstawowe informacje, uczestnicy
Wszystkie wystawy miały miejsce w CBWA (Zachęta Narodowa Galeria Sztuki) w Warszawie.

### I Wystawa Prac 25 Malarzy Realistów
Termin: 10.1962
Komisarz wystawy: Tadeusz Kozłowski
Uczestnicy:
Wiesław Garboliński (Łódź),
Janusz Kaczmarski (Warszawa),
Tadeusz Kozłowski (Warszawa),
Helena Krajewska (Warszawa),
Juliusz Krajewski (Warszawa),
Jerzy Krawczyk (Łódź),
Benon Liberski (Łódź),
Albin Łubniewicz (Łódź),
Antoni Łyżwański (Warszawa),
Maria Markowska (Kraków),
Witold Miller (Warszawa),
Teodozja Młynarska (Warszawa),
Józef Młynarski (Warszawa),
Ludmiła Murawska (Warszawa),
Włodzimierz Panas (Warszawa),
Jerzy Połeć (Warszawa),
Magdalena Spasowicz (Warszawa),
Eugeniusz Stec (Warszawa),
Stanisława Stelmaszewska-Panasowa (Warszawa),
Barbara Szajdzińska – Krawczyk (Łódź),
Anna Trojanowska (Warszawa),
Aleksander Winnicki (Warszawa),
Witold Zacharewicz (Kraków),
Włodzimierz Zakrzewski (Warszawa),
Stanisław Żółtowski (Warszawa),
Józef Skrobiński (Łódź)

### II Wystawa 30 Prac Malarzy Realistów
Termin: 10.1963
Komisarz wystawy: Janusz Kaczmarski
Uczestnicy:
Mieczysław Baryłko (Gdańsk),
Wiesław Garboliński (Łódź),
Władysław Gościmski (Warszawa),
Janusz Kaczmarski (Warszawa),
Tadeusz Kozłowski (Warszawa),
Helena Krajewska (Warszawa),
Juliusz Krajewski (Warszawa),
Jerzy Krawczyk (Łódź),
Benon Liberski (Łódź),
Antoni Łyżwański (Warszawa),
Maria Markowska (Kraków),
Stanisław Michałowski (Gdańsk),
Teodozja Młynarska (Warszawa),
Józef Młynarski (Warszawa),
Ludmiła Murawska (Warszawa),
Włodzimierz Panas (Warszawa),
Jerzy Tadeusz Połeć (Warszawa),
Rafał Pomorski (Katowice),
Józef Skrobiński (Łódź),
Ryszard Skupin (Poznań),
Magdalena Spasowicz (Warszawa),
Stanisława Stelmaszewska – Panasowa (Warszawa),
Barbara Szajdzińska – Krawczyk (Łódź),
Jan Świderski (Kraków),
Anna Trojanowska (Warszawa),
Bronisława Wilimowska (Warszawa),
Aleksander Winnicki (Warszawa),
Witold Zacharewicz (Kraków),
Włodzimierz Zakrzewski (Warszawa),
Stanisław Żółtowski (Warszawa)

### III Wystawa Prac Malarzy Realistów
Termin: 11.1964
Komisarz wystawy: Bronisława Wilimowska
Uczestnicy:
Mieczysław Baryłko (Gdańsk),
Olgierd Bierwiaczonek (Katowice),
Witold Ciechanowicz (Katowice),
Wiesław Garboliński (Łódź),
Władysław Gościmski (Warszawa),
Eleonora Agaciak – Baryłko (Gdańsk),
Janusz Kaczmarski (Warszawa),
Zdzisław Kałędkiewicz (Gdańsk),
Tadeusz Kozłowski (Warszawa),
Helena Krajewska (Warszawa),
Juliusz Krajewski (Warszawa),
Jerzy Krawczyk (Łódź),
Benon Liberski (Łódź),
Anna Lisiewicz (Warszawa),
Antoni Łyżwański (Warszawa),
Maria Markowska (Kraków),
Stanisław Michałowski (Gdańsk),
Teodozja Młynarska (Warszawa),
Józef Młynarski (Warszawa),
Ludmiła Murawska (Warszawa),
Włodzimierz Panas (Warszawa),
Jerzy Tadeusz Połeć (Warszawa),
Rafał Pomorski (Katowice),
Józef Skrobiński (Łódź),
Ryszard Skupin (Poznań),
Magdalena Spasowicz (Warszawa),
Stanisława Stelmaszewska – Panasowa (Warszawa),
Barbara Szajdzińska – Krawczyk (Łódź),
Kazimierz Śramkiewicz (Gdańsk),
Anna Trojanowska (Warszawa),
Bronisława Wilimowska (Warszawa),
Aleksander Winnicki (Warszawa),
Witold Zacharewicz (Kraków),
Włodzimierz Zakrzewski (Warszawa),
Stanisław Żółtowski (Warszawa)

### IV Wystawa Prac Malarzy Realistów
Termin: 02.1966
Komisarz wystawy: Janusz Kaczmarski
Uczestnicy:
Mieczysław Baryłko (Gdańsk),
Olgierd Bierwiaczonek (Katowice),
Wiesław Garboliński (Łódź),
Władysław Gościmski (Warszawa),
Eleonora Agaciak – Baryłko (Gdańsk),
Janusz Kaczmarski (Warszawa),
Zdzisław Kałędkiewicz (Gdańsk),
Tadeusz Kozłowski (Warszawa),
Helena Krajewska (Warszawa),
Juliusz Krajewski (Warszawa),
Jerzy Krawczyk (Łódź),
Benon Liberski (Łódź),
Anna Lisiewicz – Grundland (Warszawa),
Antoni Łyżwański (Warszawa),
Maria Markowska (Kraków),
Stanisław Michałowski (Gdańsk),
Teodozja Młynarska (Warszawa),
Józef Młynarski (Warszawa),
Grzegorz Moryciński (Warszawa),
Ludmiła Murawska (Warszawa),
Włodzimierz Panas (Warszawa),
Jerzy Tadeusz Połeć (Warszawa),
Rafał Pomorski (Katowice),
Józef Skrobiński (Łódź),
Ryszard Skupin (Poznań),
Magdalena Passowicz (Warszawa),
Stanisława Stelmaszewska-Panasowa (Warszawa),
Barbara Szajdzińska – Krawczyk (Łódź),
Kazimierz Śramkiewicz (Gdańsk),
Anna Trojanowska (Warszawa),
Bronisława Wilimowska (Warszawa),
Aleksander Winnicki (Warszawa),
Stanisław Żółtowski (Warszawa)

### V Wystawa Prac Malarzy Realistów
Termin: 02.1967
Komisarz wystawy: Janusz Kaczmarski
Uczestnicy:
Roger Chapelain – (Midy, Paryż, Francja),
Michael Mathias Prechtl (Norymberga, NRF),
Willi Sitte Halle (NRD),
Mieczysław Baryłko (Sopot),
Olgierd Bierwiaczonek (Mikołów),
Wiesław Garboliński (Łódź),
Eleonora Jagaciak – Baryłko, Sopot
Janusz Kaczmarski (Warszawa),
Zdzisław Kałędkiewicz (Gdańsk),
Tadeusz Kozłowski (Warszawa),
Helena Krajewska (Warszawa),
Juliusz Krajewski (Warszawa),
Jerzy Krawczyk (Łódź),
Benon Liberski (Łódź),
Anna Lisiewicz – Grundland (Warszawa),
Antoni Łyżwański (Warszawa),
Maria Markowska (Kraków),
Stanisław Michałowski (Gdańsk),
Teodozja Młynarska (Warszawa),
Józef Młynarski (Warszawa),
Ludmiła Murawska (Warszawa),
Urszula Nowocień – Stewula (Piastów),
Włodzimierz Panas (Warszawa),
Jerzy Tadeusz Połeć (Skierniewice),
Rafał Pomorski (Katowice),
Stanisław (Poznań),ski (Warszawa),
Marek Sapetto (Warszawa),
Józef Skrobiński (Łódź),
Ryszard Skupiń (Poznań),
Magdalena Spasowicz (Warszawa),
Stanisława Stelmaszewska – Panasowa (Warszawa),
Barbara Szajdzińska – Krawczyk (Łódź),
Wiesław Szamborski (Warszawa),
Kazimierz Śramkiewicz (Gdańsk),
Anna Trojanowska – Kaczmarska (Warszawa),
Bronisława Wilimowska (Warszawa),
Aleksander Winnicki (Warszawa),
Witold Zacharewicz (Kraków),
Włodzimierz Zakrzewski (Warszawa),
Stanisław Żółtowski (Warszawa)

### VI Wystawa Prac Malarzy Realistów
Termin: 02.1968
Komisarz wystawy: Benon Liberski
Uczestnicy:
Kark Plattner (Austria),
Michaił Sawicki (ZSRR),
Willi Sitte (NRD),
Mieczysław Baryłko (Sopot),
Olgierd Bierwiaczonek (Mikołów),
Wiesław Garboliński (Łódź),
Władysław Gościmski (Warszawa),
Eleonora Jagaciak – Baryłko (Sopot),
Janusz Kaczmarski (Warszawa),
Zdzisław Kałędkiewicz (Gdańsk),
Cezariusz Kotowicz (Rzeszów),
Tadeusz Kozłowski (Warszawa),
Helena Krajewska (Warszawa),
Juliusz Krajewski (Warszawa),
Jerzy Krawczyk (Łódź),
Benon Liberski (Łódź),
Anna Lisiewicz – Grundland (Warszawa),
Antoni Łyżwański (Warszawa),
Stanisław Michałowski (Gdańsk),
Teodozja Młynarska (Warszawa),
Józef Młynarski (Warszawa),
Ludmiła Murawska (Warszawa),
Urszula Nowocień – Stewula (Piastów),
Włodzimierz Panas (Warszawa),
Rafał Pomorski (Katowice),
Marek Sapetto (Warszawa),
Józef Skrobiński (Łódź),
Ryszard Skupiń (Poznań),
Magdalena Spasowicz (Warszawa),
Eugeniusz Stec (Warszawa),
Stanisława Stelmaszewska – Panasowa (Warszawa),
Barbara Szajdzińska – Krawczyk (Łódź),
Wiesław Szamborski (Warszawa),
Kazimierz Śramkiewicz (Gdańsk),
Anna Trojanowska (Warszawa),
Bronisława Wilimowska (Warszawa),
Aleksander Winnicki (Warszawa),
Stanisław Żółtowski (Warszawa)

### VII Wystawa Prac Malarzy Realistów
Termin: 02.1969
Komisarz wystawy: Janusz Kaczmarski
Uczestnicy:
Mieczysław Baryłko (Sopot),
Olgierd Bierwiaczonek (Katowice),
Wiesław Garboliński (Łódź),
Eleonora Jagaciak – Baryłko (Gdańsk),
Janusz Kaczmarski (Warszawa),
Zdzisław Kałędkiewicz (Gdańsk),
Cezariusz Kotowicz (Rzeszów),
Tadeusz Kozłowski (Warszawa),
Helena Krajewska (Warszawa),
Juliusz Krajewski (Warszawa),
Przybysław Krajewski (Wrocław),
Jerzy Krawczyk (Łódź),
Benon Liberski (Łódź),
Anna Lisiewicz – Grundland (Warszawa),
Maria Markowska (Kraków),
Stanisław Michałowski (Gdańsk),
Teodozja Młynarska (Warszawa),
Józef Młynarski (Warszawa),
Urszula Nowocień – Stewula (Warszawa),
Włodzimierz Panas (Warszawa),
Jerzy Połeć (Skierniewice),	
Stanisław Poznański (Warszawa),
Józef Skrobiński (Łódź),
Ryszard Skupin (Poznań),
Magdalena Spasowicz (Warszawa),
Eugeniusz Stec (Warszawa),
Stanisława Stelmaszewska – Panasowa (Warszawa),
Barbara Szajdzińska – Krawczyk (Łódź),
Kazimierz Śramkiewicz (Gdańsk),
Anna Trojanowska (Warszawa),
Eugeniusz Waniek (Kraków),
Bronisława Wilimowska (Warszawa),
Aleksander Winnicki (Warszawa),
Witold Zacharewicz (Kraków)

### VIII Wystawa Prac Grupy Realistów
(Od tej wystawy prezentowana jest również: rzeźba oraz szerzej grafika)
Termin: 02.1970
Komisarz wystawy: Juliusz Krajewski
Uczestnicy:
Jan Aleksiun (Wrocław),
Mieczysław Baryłko (Sopot),
Olgierd Bierwiaczonek (Katowice),
Gabriel Bracho (Wenezuela),
Wiesław Garboliński (Łódź),
Stefan Garwatowski (Warszawa),
Eleonora Jagaciak – Baryłko (Gdańsk),
Janusz Kaczmarski (Warszawa),
Zdzisław Kałędkiewicz (Gdańsk),
Alfons Karny (Warszawa),
Tadeusz Kozłowski (Warszawa),
Helena Krajewska (Warszawa),
Juliusz Krajewski (Warszawa),
Przybysław Krajewski (Wrocław),
Jerzy Krawczyk,
Stanisław Kulon (Warszawa),
Krystyna Liberska (Łódź),
Benon Liberski (Łódź),
Anna Lisiewicz – Grundland (Warszawa),
Stanisław Michałowski (Gdańsk),
Teodozja Młynarska (Warszawa),
Józef Młynarski (Warszawa),
Urszula Nowocień – Stewula (Warszawa),
Rafał Pomorski (Katowice),
Leszek Rózga (Łódź),
Józef Skrobiński (Łódź),
Ryszard Skupin (Poznań),
Magdalena Spasowicz (Warszawa),
Eugeniusz Stec (Warszawa),
Ryszard Stryjec (Gdańsk),
Helena Strzyż – Garbolińska (Łódź),
Stefan Suberlak (Katowice),
Piotr Ireneusz Szadujkis (Warszawa),
Barbara Szajdzińska – Krawczyk (Łódź),
Elżbieta Szczodrowska (Gdańsk),
Kazimierz Śramkiewicz (Gdańsk),
Mieczysław Welter (Warszawa),
Bronisława Wilimowska (Warszawa),
Aleksander Winnicki (Warszawa),
Witold Zacharewicz (Kraków),
Włodzimierz Zakrzewski (Warszawa),
Gustaw Zemła (Warszawa),
Mira Żelechower – Aleksiun (Wrocław)

### IX Wystawa Prac Grupy Realistów
Termin: 02.1972
Komisarz wystawy: Helena Krajewska
Uczestnicy:
Mieczysław Baryłko (Sopot),
Olgierd Bierwiaczonek (Mikołów),
Michał Bylina (Warszawa),
Wiesław Garboliński (Łódź),
Hanna Garwatowska (Warszawa),
Eleonora Jagaciak – Baryłko (Sopot),
Janusz Kaczmarski (Warszawa),
Zdzisław Kałędkiewicz (Gdańsk),
Alfons Karny (Warszawa),
Tadeusz Kozłowski (Warszawa),
Helena Krajewska (Warszawa),
Juliusz Krajewski (Warszawa),
Stanisław Kulon (Warszawa),
Krystyna Liberska (Łódź),
Benon Liberski (Łódź),
Anna Lisiewicz – Grundland (Warszawa),
Maria Markowska (Kraków),
Stanisław Mazuś (Tychy),
Stanisław Michałowski (Gdańsk),
Teodozja Młynarska (Warszawa),
Józef Młynarski (Warszawa),
Andrzej Nowacki (Bydgoszcz),
Urszula Nowocień – Stewula (Warszawa),
Włodzimierz Panas,
Zygmunt Rafał Pomorski (Katowice),
Adolf Ryszka (Warszawa),
Olga Samarska – Pomianowska
Józef Skrobiński (Łódź),
Krystyna Skupin (Poznań),
Ryszard Skupin (Poznań),
Magdalena Spasowicz (Warszawa),
Eugeniusz Stec (Warszawa),
Stanisława Stelmaszewska – Panasowa (Warszawa),
Helena Strzyż – Garbolińska (Łódź),
Stefan Suberlak (Katowice),
Piotr Ireneusz Szadujkis (Warszawa),
Barbara Szajdzińska – Krawczyk (Łódź),
Elżbieta Szczodrowska (Gdańsk),
Jan Świderski (Kraków),
Maria Wąsowska (Toruń),
Mieczysław Welter (Warszawa),
Bronisława Wilimowska (Warszawa),
Aleksander Winnicki (Warszawa),
Ryszard Wojciechowski (Warszawa),
Witold Zacharewicz (Kraków),
Piotr Zajęcki (Gdańsk),
Włodzimierz Zakrzewski (Warszawa),
Ewaryst Zamel (Toruń),
Barbara Zbrożyna (Warszawa),
Gustaw Zemła (Warszawa),
Mira Żelechower – Aleksiun (Wrocław)

### X Wystawa Prac Grupy Realistów
Termin: 02.1974
Komisarz wystawy: Magdalena Spasowicz
Uczestnicy:
Mieczysław Baryłko (Sopot),
Miłosz Benedyktowicz (Warszawa),
Andrzej Beuermann (Warszawa),
Olgierd Bierwiaczonek (Mikołów),
Hanna Danilewicz (Warszawa),
Kazimierz Danilewicz (Warszawa),
Fritz Eisel (NRD),
Wiesław Garboliński (Łódź),
Władysław Gościmski (Warszawa),
Eleonora Jagaciak – Baryłko (Sopot),
Teresa Jakubowska (Warszawa),
Janusz Kaczmarski (Warszawa),
Tadeusz Kozłowski (Warszawa),
Helena Krajewska (Warszawa),
Juliusz Krajewski (Warszawa),
Stanisław Kulon (Warszawa),
Krystyna Liberska (Łódź),
Benon Liberski (Łódź),
Anna Lisiewicz – Grundland (Warszawa),
Maria Markowska (Kraków),
Stanisław Mazuś (Tychy),
Teodozja Młynarska (Warszawa),
Józef Młynarski (Warszawa),
Janina Pol (Warszawa),
Adolf Ryszka (Warszawa),
Józef Skrobiński (Łódź),
Krystyna Skupin (Poznań),
Ryszard Skupin (Poznań),
Magdalena Spasowicz (Warszawa),
Eugeniusz Stec (Warszawa),
Stanisława Stelmaszewska – Panasowa (Warszawa),
Helena Strzyż – Garbolińska (Łódź),
Stefan Suberlak (Katowice),
Barbara Szajdzińska – Krawczyk (Łódź),
Elżbieta Szczodrowska (Gdańsk),
Bronisława Wilimowska (Warszawa),
Aleksander Winnicki (Warszawa),
Witold Zacharewicz (Kraków),
Włodzimierz Zakrzewski (Warszawa),
Barbara Zbrożyna (Warszawa),
Rafał Pomorski (Katowice)

### XI Krajowa Wystawa Prac Grupy Realistów – W kręgu Realizmu
Termin: 12.1976 – 01.1977
Komisarz wystawy: Helena Krajewska
Uczestnicy:
Mieczysław Baryłko (Sopot),
Miłosz Benedyktowicz (Warszawa),
Maciej Bieniasz (Katowice),
Olgierd Bierwiaczonek (Mikołów),
Tomasz Bronowski (Warszawa),
Michał Bylina (Warszawa),
Wojciech Chmiel (Warszawa),
Zygmunt Czech (Tychy),
Wojciech Dańko (Warszawa),
Krzysztof Findziński (Warszawa),
Wiesław Garboliński (Łódź),
Stanisław Gawron (Sosnowiec),
Władysław Gościmski (Warszawa),
Edward Habdas (Łódź),
Eleonora Jagaciak – Baryłko (Sopot),
Barbara Kaczmarek (Warszawa),
Janusz Kaczmarski (Warszawa),
Zdzisław Kałędkiewicz (Gdańsk),
Anna Kamieńska – Łapińska (Warszawa),
Zygmunt Kępski (Gdańsk),
Tadeusz Kozłowski (Warszawa),
Helena Krajewska (Warszawa),
Juliusz Krajewski (Warszawa),
Jerzy Krawczyk,
Henryk Krych (Warszawa),
Marian Kurjata (Warszawa),
Sławomir Lewczuk (Kraków),
Krystyna Liberska (Łódź),
Benon Liberski (Łódź),
Anna Lisiewicz – Grundland (Warszawa),
Andrzej Łapiński (Warszawa),
Zbigniew Łoskot (Warszawa),
Antoni Łyżwański,
Maria Markowska (Kraków),
Stanisław Mazuś (Tychy),
Teodozja Młynarska (Warszawa),
Józef Młynarski (Warszawa),
Adam Myjak (Warszawa),
Adam Niemczyc (Warszawa),
Kazimierz Nita (Warszawa),
Aleksandra Novak – Zemplińska (Warszawa),
Andrzej Novak – Zempliński (Zalesie Górne),
Jan Nowak (Tychy),
Roman Nowotarski (Zabrze),
Włodzimierz Panas,
Antoni Janusz Pastwa (Warszawa),
Tadeusz Paszko (Nałęczów),
Kazimierz Poczmański (Warszawa),
Janina Pol (Warszawa),
Rafał Pomorski,
Janusz Przybylski (Warszawa),
Albana Puget (Kraków),
Andrzej Adam Sadowski (Łódź),
Olga Samarska (Warszawa),
Andrzej Skoczylas,
Józef Skrobiński (Łódź),
Krystyna Skupin (Poznań),
Ryszard Skupin (Poznań),
Magdalena Spasowicz (Warszawa),
Eugeniusz Stec (Warszawa),
Marian Stępień (Warszawa),
Helena Strzyż – Garbolińska (Łódź),
Stefan Suberlak (Katowice),
Andrzej Szumigaj (Łódź),
Jan Świderski (Kraków),
Maria Uśpieńska,
Eugeniusz Waniek (Kraków),
Józef Wasiołek (Łódź),
Maria Wąsowska, Toruń
Bronisława Wilimowska (Warszawa),
Elżbieta Wyrożemska (Warszawa),
Marian Wyrożemski (Warszawa),
Witold Zacharewicz (Kraków),
Piotr Zajęcki (Gdańsk),
Włodzimierz Zakrzewski (Warszawa),
Jan Zamoyski (Warszawa),
Barbara Zbrożyna (Warszawa),
Stanisław Żółtowski (Warszawa)